# Aufsichtsrat
Der Aufsichtsrat ist ein Kontrollgremium bei Kapitalgesellschaften, Genossenschaften, Stiftungen und Organisationen. Die Einrichtung eines Aufsichtsrates ist teilweise gesetzlich vorgeschrieben, teilweise per Satzung oder Gesellschaftsvertrag vereinbart. Er setzt sich aus gewählten Vertretern der Anteilseigner und bei großen Gesellschaften auch der Belegschaft zusammen. Der Aufsichtsrat hat die Aufgabe, den Vorstand zu beraten, insbesondere aber zu überwachen und zu kontrollieren.

## Allgemeines
In deutschen Aktiengesellschaften wird die Unternehmensführung durch den Vorstand wahrgenommen. Dessen Tätigkeiten sollen, um z. B. Misswirtschaft oder eigennütziges Fehlverhalten zu unterbinden oder aufzudecken, durch eine weitere Instanz kontrolliert werden. Hierzu ist es notwendig, ein Aufsichtsgremium einzurichten, welches eine angemessene Kontrolle des Vorstands sicherstellen soll. Dieses ist im deutschen System der Aufsichtsrat. Ergänzend hierzu können freiwillig weitere Kontrollgremien wie Beiräte oder Aktionärsausschüsse eingerichtet werden. Die Kontrolle der Unternehmensführung ist auch eine Teildisziplin der Corporate Governance.
Der Aufsichtsrat nimmt neben seiner Kontrolltätigkeit aber auch eine Beratungs- und Unterstützungsfunktion des Vorstands wahr. Dabei beschäftigen sich Aufsichtsräte weniger ex-ante als vielmehr ex-post mit der geschäftlichen Entwicklung einer Unternehmung.

### Geschichte
Mit dem allgemeinen deutschen Handelsgesetzbuch in der Fassung vom 11. Juni 1870 wurde die Einrichtung von Aufsichtsräten bei Aktiengesellschaften (AG) und Kommanditgesellschaften auf Aktien (KG a. A.) im Norddeutschen Bund und damit nachfolgend auch im Deutschen Reich zur Pflicht. Jedoch bestanden auch vorher in Aktiengesellschaften Aufsichtsräte.

### Vergütung
Aufsichtsräte erhalten üblicherweise für ihre Arbeit eine Vergütung. Die Höhe legt bei Aktiengesellschaften die Hauptversammlung fest. Üblicherweise zahlen große Unternehmen ihren Aufsichtsräten höhere Vergütungen als kleine Unternehmen. Oft werden die Vergütungen in den jährlichen Geschäftsberichten veröffentlicht. Die Vergütung setzt sich meist aus einer festen Grundvergütung und einer variablen Zulage zusammen, die etwa nach Zahl der Aufsichtsratssitzungen berechnet wird. In Deutschland besteht nach §285 Nr. 9 HGB für Unternehmen die Verpflichtung, wenigstens die Summe der Vergütungen anzugeben. So veröffentlichen gegenwärtig die meisten börsennotierten Aktiengesellschaften die jährlichen Vergütungen der einzelnen Aufsichtsratsmitglieder im jährlichen Geschäftsbericht.
Die Gewerkschaftsvertreter der DGB-Gewerkschaften führen den größten Teil ihrer Aufsichtsratstantiemen im Regelfall an die gewerkschaftsnahe Hans-Böckler-Stiftung ab. Hintergrund ist die Auffassung, nicht als Person, sondern im Auftrag der Arbeitnehmer entsandt zu sein, mithin die Tantiemen der Stärkung gewerkschaftlicher Tätigkeit zukommen sollten. Es wird regelmäßig eine Liste derjenigen Vertreter, die satzungsgemäß abführen und dieser Veröffentlichung zugestimmt haben, veröffentlicht. So kann nachgeschlagen werden, ob die gewählten Vertreter die Vergütung einbehalten oder gewerkschaftliche Arbeit finanziell unterstützen. Arbeitnehmer-Vertreter anderer Gewerkschaften haben keinen derartigen Kodex.
Da sich die Vergütung der Aufsichtsratsmitglieder nach den aktienrechtlichen Vorschriften richtet und diese sich ausschließlich auf Tätigkeiten beziehen, die dem gesetzlichen Aufgabenbereich des Aufsichtsrates zuzuordnen sind, besteht darüber hinaus grundsätzlich die Möglichkeit, weitere Verträge zwischen dem Mitglied eines Aufsichtsrates und dem Vorstand der AG zu schließen. Typischerweise handelt es sich hierbei um Beraterverträge, die in Ergänzung zu den Tätigkeiten als Aufsichtsrat zu sehen sind. Der Gesetzgeber legt hierbei hohe Hürden für eine notwendige Abgrenzung fest. Neben einer unklaren Abgrenzung und damit einer Umgehung des § 113 AktG führt auch der fehlende Beschluss des gesamten Aufsichtsrates zu dem geschlossenen Beratervertrag zu dessen Unwirksamkeit.

## Gesetzliche Regelungen

### Gesetzliche Regelungen in Deutschland
Rechtsgrundlage der Arbeit des Aufsichtsrats bilden u. a. die §§ 95 bis 116 Aktiengesetz (AktG). Dieses schreibt die Bildung eines Aufsichtsrates für Aktiengesellschaften und Kommanditgesellschaften auf Aktien zwingend vor. Auch Genossenschaften müssen ab einer bestimmten Größe einen Aufsichtsrat haben.
Bei einer GmbH kann ein Aufsichtsrat freiwillig eingerichtet werden (fakultativer Aufsichtsrat). In diesem Fall gelten die Vorschriften des AktG nach § 52 GmbHG entsprechend, sofern dies im Gesellschaftsvertrag nicht anders geregelt ist. Unter bestimmten Voraussetzungen ist ein Aufsichtsrat aber auch bei der GmbH zwingend vorgeschrieben. Dies kann aus Gründen der Mitbestimmung der Arbeitnehmer oder wegen erhöhter Publikumsschutzinteressen erforderlich sein. Eine Mitbestimmung durch Arbeitnehmer im Aufsichtsrat ist grundsätzlich zwingend, wenn die GmbH in der Regel mehr als 500 Arbeitnehmer hat, § 1 Abs. 1 Nr. 3 DrittelbG. Ein größeres Mitbestimmungsrecht der Arbeitnehmer kann sich noch aus dem MitbestG, MontanMitbestG oder MitbestErgG ergeben. Unter dem Gesichtspunkt der erhöhten Publikumsschutzinteressen haben Kapitalanlagegesellschaften, die in der Rechtsform einer GmbH betrieben werden, stets auch einen Aufsichtsrat zu bilden (§ 18 Abs. 2 KAGB).
In Deutschland besteht bezüglich der Unternehmenskontrolle das dualistische System, d. h. Vorstand und Aufsichtsrat sind gesonderte Gremien. In anderen Ländern besteht teilweise das monistische System, d. h. die Aufsicht und Leitung sind in einem Gremium zusammengefasst. Dieses Gremium wird als „board“ bezeichnet.
2016 wurde die Gesetzgebung durch das Abschlussprüfungsreformgesetz (AReG) angepasst. Dieses Artikelgesetz hat verschiedene Regelungen im Aktienrecht (zum Beispiel § 95 des AktG) mit europäischem Recht harmonisiert. So muss der Aufsichtsrat überwiegend unabhängig besetzt sein.
Oft wird aus Vereinfachungsgründen jeweils vom Aufsichtsrat einer Aktiengesellschaft (AG) gesprochen. Die Ausführungen gelten aber auch teilweise für die anderen genannten Rechtsformen.

#### Aufgaben und Befugnisse des Aufsichtsrats
Aufgabe des Aufsichtsrats ist es, die Geschäftsführung – also den Vorstand – zu überwachen (§ 111 AktG). Hierzu kann der Aufsichtsrat Geschäftsführungsmaßnahmen von seiner Zustimmung abhängig machen (§ 111 Abs. 4 Satz 2 AktG). Daneben hat er Prüfungspflichten (insbesondere des Konzern- und Jahresabschlusses der Gesellschaft, § 111 Abs. 2 Satz 3 AktG) sowie Berichtspflichten.
Der Aufsichtsrat vertritt die Gesellschaft gegenüber dem Vorstand (§ 112 AktG). Er ernennt Vorstände und beruft diese ab. Er bestellt die Vorstandsmitglieder auf höchstens 5 Jahre, eine wiederholte Bestellung der Vorstandsmitglieder ist zulässig (§ 84 Abs. 1 Satz 1, 2 AktG). Der Aufsichtsrat kann die Bestellung aus einem wichtigen Grund widerrufen (§ 84 Abs. 3 Satz 1 AktG).

#### Zusammensetzung und Wahl des Aufsichtsrats
Der – nicht mitbestimmte – Aufsichtsrat besteht aus drei Mitgliedern (§ 95 AktG). Die Satzung kann eine bestimmte höhere Zahl festsetzen. Musste die Zahl der Aufsichtsratsmitglieder bis zum 31. Dezember 2015 durch drei teilbar sein, ist das seit der Aktienrechtsnovelle 2016 nur noch nötig, wenn es zur Erfüllung mitbestimmungsrechtlicher Vorgaben erforderlich ist. Die Höchstzahl der Aufsichtsratsmitglieder richtet sich nach dem Grundkapital der Gesellschaft und kann höchstens 21 (bei mehr als 10 Mio. € Grundkapital) betragen.
Der Aufsichtsrat besteht in der Regel aus Vertretern der Anteilseigner. Als deutscher Sonderfall gibt es in mitbestimmten Unternehmen zusätzlich Vertreter der Arbeitnehmer (§ 96 AktG, mitbestimmter Aufsichtsrat). Insbesondere bei größeren Unternehmen werden oft auch weitere Mitglieder in den Aufsichtsrat berufen.
Es ergeben sich folgende Zusammensetzungen:
| Unternehmenstyp | Zusammensetzung | Rechtsquelle                   |
| --- | --- | ------------------------------ |
| AG, GmbH, KGaA und Genossenschaften mit mehr als 2.000 Beschäftigten                                                                | Gleich viele Anteilseigner und Arbeitnehmer (davon 1 leitender Angestellter und 2 oder 3 unternehmensunabhängige Vertreter von Gewerkschaften)                                | Mitbestimmungsgesetz           |
| Unternehmen des Bergbaus und der Eisen und Stahl erzeugenden Industrie mit mehr als 1.000 Beschäftigten (§ 1 Abs. 2 MontanMitbestG) | - 5 Vertreter der Anteilseigner, - 5 Arbeitnehmer (davon 2 Arbeitnehmer, die in einem Betrieb des Unternehmens beschäftigt sind) und - 1 vom Aufsichtsrat bestimmtes Mitglied | Montan-Mitbestimmungsgesetz    |
| Gesellschaften, bei denen die §§ 5-13 des Mitbestimmungsergänzungsgesetz gelten                                                     | - 7 Vertreter der Anteilseigner, - 7 Vertreter der Arbeitnehmer (davon 2 unternehmensunabhängige Gewerkschaftsvertreter) und - 1 vom Aufsichtsrat bestimmtes Mitglied         | Mitbestimmungsergänzungsgesetz |
| AG, KGaA, GmbH und weitere Unternehmensformen mit mehr als 500 bis 2.000 Beschäftigten                                              | 2/3 Anteilseigner und 1/3 Arbeitnehmer | Drittelbeteiligungsgesetz      |
| Sonstige Gesellschaften | Anteilseigner |                                |

1. ↑  Größe des Aufsichtsrats: bei 2.000–10.000 Beschäftigten 12 Aufsichtsratsmitglieder; bei 10.001–20.000 Beschäftigten 16 Aufsichtsratsmitglieder; bei mehr als 20.000 Beschäftigten 20 Aufsichtsratsmitglieder (vgl. § 7 Abs. 1 MitbestG)
2. ↑  In einem Aufsichtsrat mit 20 Mitgliedern sind 3 Vertreter von Gewerkschaften zu wählen.

Die Aufsichtsratsmitglieder, die Vertreter der Anteilseigner sind, werden von der Hauptversammlung (Aktiengesellschaft und KGaA), Generalversammlung (Genossenschaft) oder der Gesellschafterversammlung (GmbH) gewählt.
Die Vertreter der Arbeitnehmer werden von den Mitarbeitern der Gesellschaft gewählt, getrennt nach Vertretern der Arbeitnehmer (in Deutschland gibt es seit der BetrVG-Reform 2001 keine Unterscheidung von Angestellten und Arbeitern mehr), der leitenden Angestellten und der Vertreter von Gewerkschaften.
Muss ein Mitglied des Aufsichtsrats während des Jahres ersetzt oder der Aufsichtsrat erweitert werden und wird deswegen keine außerordentliche Hauptversammlung einberufen, kann ein Mitglied des Aufsichtsrats auf Antrag des Vorstands (AG, KGaA) oder der Geschäftsführung (GmbH), eines Aufsichtsratsmitglieds oder eines Aktionärs vom Registergericht auch gerichtlich bestellt werden.
Ein Aufsichtsrat ist bei Unternehmen, die dem deutschen Mitbestimmungsgesetz unterliegen, grundsätzlich paritätisch zu besetzen: zur einen Hälfte aus Vertretern der Arbeitnehmer und zur anderen Hälfte aus Vertretern der Aktionäre. Die rechtlich korrekte Zusammensetzung nach dem Mitbestimmungsgesetz ist eine Aufgabe des Vorstands/der Geschäftsführung der Kapitalgesellschaft. Wird diese Aufgabe vernachlässigt, können unternehmensangehörige Arbeitnehmer oder Gewerkschaften die Einrichtung eines paritätisch besetzten Aufsichtsrats gerichtlich erzwingen. Der Vorsitzende des Aufsichtsrates wird normalerweise von den Vertretern der Anteilseigner gestellt (vgl. § 27 Abs. 1 und 2 MitbestG). In einem ersten Wahlgang benötigt er 2/3 der abgebbaren Stimmen; bleibt dieser Wahlgang erfolglos, so wählt im zweiten Wahlgang die Anteilseignerseite den Vorsitzenden, die Arbeitnehmerseite den stellvertretenden Vorsitzenden (hierbei genügt jeweils die Mehrheit der abgegebenen Stimmen).
Ergibt eine Abstimmung im Aufsichtsrat Stimmengleichgewicht, so hat der Aufsichtsratsvorsitzende bei einer erneuten Abstimmung über denselben Punkt zwei Stimmen. Dieses (Doppelstimmrecht) steht dem stellvertretenden Aufsichtsratsvorsitzenden nicht zu (vgl. § 29 MitbestG).

#### Gerichtliche Bestellung eines Postens im Aufsichtsrat
Wird im Aufsichtsrat ein Posten frei, so kann ein Gericht entsprechend § 104 AktG ein Aufsichtsratsmitglied bestellen. Das Gericht wird nur auf Antrag tätig. Antragsteller können der Aufsichtsrat, der Vorstand der betreffenden Gesellschaft oder jeder Aktionär der Gesellschaft sein. Die vorgeschlagene Person darf in keiner Pflichtenkollision zur Gesellschaft stehen. Das Gericht ist in seiner Entscheidung über den Antrag nur an seine freie Überzeugung gebunden.

#### Arbeit des Aufsichtsrats
Die Arbeit des Aufsichtsrats wird durch die Satzung der jeweiligen Aktiengesellschaft geregelt. Daneben verfügen praktisch alle Aufsichtsräte über eigene Geschäftsordnungen. Die Zusammenarbeit zwischen Vorständen und Aufsichtsräten wird üblicherweise in diesen Geschäftsordnungen geregelt. Viele Aufsichtsräte verfügen über Ausschüsse für Spezialthemen, am häufigsten sind hierbei Prüfungsausschuss und Präsidial- bzw. Personalausschuss. Ein Ausschuss muss aus mindestens drei Mitgliedern bestehen; über die Zusammensetzung entscheidet der Aufsichtsrat.
Der Aufsichtsrat einer börsennotierten Gesellschaft muss mindestens zwei Sitzungen im Kalenderhalbjahr abhalten; in nichtbörsennotierten Gesellschaften kann der Aufsichtsrat beschließen, dass eine Sitzung im Kalenderhalbjahr abzuhalten ist (§ 110 Abs. 3 AktG).

#### Anforderungen an Aufsichtsräte
Aufsichtsratsmitglied kann nur eine natürliche, unbeschränkt geschäftsfähige Person werden (§ 100 Abs. 1 AktG).
Da der Aufsichtsrat die Gesellschaft zu überwachen hat, werden Geschäftsführungs- und Kontrollfunktion in Deutschland gesetzlich getrennt. Aktive Vorstände dürfen dem Aufsichtsrat – im Gegensatz zum angelsächsischen Board of Directors oder in der Schweiz – nicht angehören (§ 105 AktG). Mitglied kann nach § 100 Abs. 2 AktG ferner nicht sein, wer gesetzlicher Vertreter eines abhängigen Unternehmens (§ 17 AktG) ist (natürliches Organisationsgefälle im Konzern) oder wer gesetzlicher Vertreter einer anderen Kapitalgesellschaft ist, deren Aufsichtsrat ein Vorstandsmitglied der Gesellschaft angehört (Überkreuzverflechtung).
Eine Person darf Mitglied des Aufsichtsrates nur bei höchstens zehn Gesellschaften mit gesetzlich vorgeschriebenem Aufsichtsrat sein (§ 100 Abs. 2 AktG). Gesellschaften, die weder nach Aktiengesetz noch nach Drittelbeteiligungsgesetz einen Aufsichtsrat bilden müssen, werden nicht berücksichtigt, auch wenn sie freiwillig einen Aufsichtsrat gebildet haben. Jeder Posten als Aufsichtsratsvorsitzender wird dabei doppelt gezählt (§ 100 Abs. 2 Satz 3 AktG). Jedoch werden maximal fünf Aufsichtsratsposten bei Konzerngesellschaften nicht mitgezählt.
Der Deutsche Corporate Governance Kodex stellt verschiedene Anforderungen an das Persönlichkeitsprofil eines Aufsichtsrats, insbesondere an dessen fachliche Fähigkeiten und seine Loyalität gegenüber dem Unternehmen. Durch den Verweis in § 116 AktG gilt für die Sorgfaltspflicht und Verantwortlichkeit der Aufsichtsratsmitglieder § 93 Abs. 1 AktG, insbesondere die Business Judgement Rule.
Der Wegfall der persönlichen Voraussetzungen nach der Bestellung und Annahme des Mandats, also während der Amtszeit, führt zum sofortigen Erlöschen des Mandats.
Im angloamerikanischen Raum hat sich als Instanz für Aufsichtsräte das Institute of Directors (IoD) durchgesetzt. Im deutschsprachigen Raum gibt es das Deutsche Institut der Aufsichtsräte (German IoD). Der German IoD zertifiziert natürliche Personen als „Certified Director“ und überwacht die im Deutschen Corporate Governance Kodex etablierten Anforderungen an Aufsichtsräte.

#### Sonderregelungen
In der Kommanditgesellschaft auf Aktien (KGaA) verfügt der Aufsichtsrat weder über die Personalkompetenz gemäß § 84 AktG noch kann er Geschäftsführungsmaßnahmen von seiner Zustimmung abhängig machen (§ 111 Abs. 4 Satz 2 AktG). Die KGaA unterliegt zwar ebenfalls der gesetzlichen Mitbestimmung; wegen der eingeschränkten Befugnisse des Aufsichtsrats spricht man aber auch von der mitbestimmungsrechtlichen Privilegierung der KGaA.
In der hochregulierten Bankenbranche bestehen zusätzliche Anforderungen an Aufsichtsräte. Im Sommer 2009 verschärfte der Gesetzgeber das novellierte Kreditwesengesetz (KWG). Seit August 2009 muss die BaFin deshalb unter anderem die Ernennung neuer Aufsichtsräte genehmigen (§ 32 Abs. 1 KWG). Diese müssen anhand ihrer Lebensläufe nachweisen, dass sie Sachkunde haben. Das KWG schreibt unter anderem vor, dass sie in der Lage sein müssen, die Geschäfte der Bank zu verstehen und Risiken zu beurteilen (§ 25d Abs. 1 und 2 KWG). Die BaFin kann auch inkompetente bzw. ungeeignete Aufsichtsräte abberufen.

#### Steuerrechtliche Behandlung von Aufsichtsratsvergütungen
Die Vergütung der Aufsichtsräte gehört zu den Einkünften aus selbständiger Arbeit (§ 2 Abs. 1 Satz 1 Nr. 3, § 18 Abs. 1 Nr. 3 EStG, „sonstige selbständige Arbeit“). Bei beschränkt einkommensteuerpflichtigen Aufsichtsräten gelten die Regelungen über die Aufsichtsratsteuer.
Aufsichtsräte sind Unternehmer i. S. d. Umsatzsteuergesetzes, wenn die Vergütung variable Bestandteile enthält, welche 10 % der Gesamtvergütung überschreiten. Die Vergütungen des Aufsichtsrates unterliegen dem Regelsteuersatz gem. § 12 Abs. 1 UStG.

#### Kritische Diskussion
Die Zusammensetzung und Arbeitsweise von Aufsichtsräten steht in einer Reihe von Punkten in der Diskussion:
- Die Beteiligung der Arbeitnehmerseite im Aufsichtsrat (siehe Artikel Mitbestimmung), hier insbesondere die zwingende Beteiligung betriebsfremder Gewerkschaftsvertreter
- Die Möglichkeit, eine Vielzahl von Aufsichtsratsmandaten gleichzeitig wahrzunehmen. Diese Mehrfachmandate wurden als Ausdruck der Deutschland AG verstanden und die faktische Unmöglichkeit beklagt, die Kontrolle vieler Unternehmen effizient wahrzunehmen. Als Ergebnis dieser Diskussion hat der Gesetzgeber die Zahl der möglichen Mandate auf zehn begrenzt. Der Deutsche Gewerkschaftsbund und die in ihm zusammengeschlossenen Gewerkschaften haben als interne Regel beschlossen, dass Mitglieder und hauptamtliche Gewerkschaftssekretärinnen und -sekretäre maximal zwei Aufsichtsratsmandate wahrnehmen.
- Die Möglichkeit, gleichzeitig Aufsichtsratsmandate in konkurrierenden Unternehmen wahrzunehmen.[10]
- Die Frage der Qualifikation der Aufsichtsratsmitglieder.
- Die vielfach anzutreffende Praxis, dass Vorstandsvorsitzende nach ihrem Ausscheiden aus dem Vorstand auf den Stuhl des Aufsichtsratsvorsitzenden wechseln. Während Befürworter die tiefe Kenntnis des Unternehmens als positiv herausheben, sehen Kritiker fehlende Unabhängigkeit und die Gefahr, Fehlentwicklungen aus der Zeit als Vorstand zu kaschieren und nicht zu korrigieren.

Bezüglich des letzten Punktes diskutierte das Kabinett Merkel I (große Koalition) 2006/2007 die Einführung eines Verbots des direkten Wechsels vom Vorstand in den Aufsichtsrat des gleichen Unternehmens.

### Gesetzliche Regelungen in Österreich
Rechtsgrundlage der Arbeit des Aufsichtsrats bilden die §§ 86 bis 99 des Aktiengesetzes.
In Österreich besteht bezüglich der Unternehmenskontrolle das Dualistische System, d. h. Vorstand und Aufsichtsrat sind gesonderte Gremien. In anderen Ländern besteht teilweise das Monistische System, d. h. die Aufsicht und Leitung sind in einem Gremium zusammengefasst.
Die folgenden Abschnitte behandeln zunächst die Rechtslage bei Aktiengesellschaften.

#### Aufgaben und Befugnisse des Aufsichtsrats
Aufgabe des Aufsichtsrats ist es, die Geschäftsführung – also den Vorstand – zu überwachen (§ 95 AktG). Hierzu kann der Aufsichtsrat (oder einzelne Mitglieder) vom Vorstand jederzeit einen Bericht über die Angelegenheiten der Gesellschaft verlangen. Der Aufsichtsrat kann die Bücher der Gesellschaft sowie die Vermögensgegenstände prüfen oder prüfen lassen. Der Aufsichtsrat kann Hauptversammlungen einberufen.
Eine Reihe von Geschäften (z. B. Kauf und Verkauf von Tochtergesellschaften) sollen nur mit Zustimmung des Aufsichtsrats vorgenommen werden.
Der Aufsichtsrat hat den Jahresabschluss, den Vorschlag für die Gewinnverteilung und den Lagebericht zu prüfen und der Hauptversammlung darüber zu berichten.
Der Aufsichtsrat vertritt die Gesellschaft gegenüber dem Vorstand.

#### Zusammensetzung und Wahl des Aufsichtsrats
Der Aufsichtsrat besteht grundsätzlich aus drei Mitgliedern (§ 95 AktG). Die Satzung kann eine bestimmte höhere Zahl festsetzen. Die Höchstzahl der Aufsichtsratsmitglieder richtet sich nach dem Grundkapital der Gesellschaft und beträgt maximal 21 (bei mehr als 10 Millionen Euro Grundkapital).
Die Aufsichtsräte werden von der Hauptversammlung gewählt oder gemäß Satzung von (Groß-)Aktionären entsandt (§ 101 Abs. 2 AktG).
Auch in Österreich ist eine Beteiligung der Arbeitnehmer im Aufsichtsrat von Aktiengesellschaften vorgeschrieben. Der (Zentral-)Betriebsrat entsendet aus dem Kreise der Betriebsratsmitglieder für je zwei nach dem Aktiengesetz oder der Satzung bestellte Aufsichtsratsmitglieder einen Arbeitnehmervertreter in den Aufsichtsrat (§ 110 ArbVG). Die Arbeitnehmervertreter machen somit ein Drittel des gesamten Aufsichtsrates aus. Details regelt die Verordnung über die Entsendung von Arbeitnehmervertretern in den Aufsichtsrat (AufsichtsratsVO).

#### Arbeit des Aufsichtsrats
Der Aufsichtsrat wählt einen Vorsitzenden aus seinen Reihen (§ 107 AktG). Die Arbeit des Aufsichtsrats wird durch die Satzung der jeweiligen Aktiengesellschaft geregelt. Daneben verfügen praktisch alle Aufsichtsräte über eigene Geschäftsordnungen. Viele Aufsichtsräte verfügen über Ausschüsse für Spezialthemen, am häufigsten sind hierbei Prüfungsausschuss und Personalausschuss.
Der Aufsichtsrat einer börsennotierten Aktiengesellschaft muss mindestens vier Sitzungen im Geschäftsjahr abhalten (§ 110 Abs. 3 AktG).

#### Anforderungen an Aufsichtsräte
Aktive Vorstände dürfen dem Aufsichtsrat – wie in Deutschland – nicht angehören (§ 90 AktG).
Eine Person darf Mitglied des Aufsichtsrates nur bei höchstens zehn Gesellschaften mit gesetzlich vorgeschriebenem Aufsichtsrat sein. Maximal 5 Mandate als Aufsichtsratsvorsitzende sind zulässig.

#### Aufsichtsräte bei GmbH
Rechtsgrundlage für die Aufsichtsräte in GmbH sind die §§ 29–§ 33 des GmbH-Gesetz (Österreich) (GmbHG). Ein Aufsichtsrat muss grundsätzlich bestellt werden, wenn zugleich das Stammkapital 70.000 Euro und die Anzahl der Gesellschafter fünfzig übersteigen oder wenn die Anzahl der Arbeitnehmer im Durchschnitt 300 übersteigt oder wenn bestimmte andere Voraussetzungen vorliegen. Die Regelungen des Aktiengesetzes gelten weitgehend analog.

### Gesetzliche Regelungen in der Schweiz
Der Verwaltungsrat in der Schweiz ist (im Gegensatz zum Aufsichtsrat in Deutschland/Österreich) kein reines Kontrollorgan, sondern führt als Exekutivorgan die Geschäfte der Gesellschaft. Aspekte der Geschäftsführung (aber nicht die Oberleitung) können an Mitglieder oder Dritte übertragen sein (entsprechend einem Vorstand in Deutschland/Österreich).

### Gesetzliche Regelungen in anderen Ländern
Im Russischen wird der Aufsichtsrat als Rat der Direktoren (Совет директоров, Sowjet Direktorow) bezeichnet, im Englischen jedoch ist Board of Directors eher der Vorstand, eine bessere Übersetzung von Совет директоров wäre daher Direktoriumsbeirat (dem Direktorium beigeordneter Aufsichtsrat). Der Aufsichtsrat im Englischen ist der Supervisory Board.
Im Niederländischen ist die Entsprechung der „raad van commissarissen (RvC)“, dieser ist bei BVs (besloten vennootschap met beperkte aansprakelijkheid, entspricht GmbH) und NVs (naamloze vennootschap, entspricht AG) ab einer bestimmten Größe vorgeschrieben (struktuurvennootschap).

## Frauenanteil

### Deutschland
In Deutschland waren laut einer Erfassung des DIW 2006 in den 200 umsatzstärksten Unternehmen lediglich 7,8 % der Aufsichtsräte Frauen; davon waren über die Hälfte von Arbeitnehmervertretungen entsandt worden. Innerhalb dieser Gruppe der Unternehmen stieg der Frauenanteil mit der Größe des Unternehmens, und unter den zehn Umsatzstärksten lag er mit 11,8 % am höchsten. Im Juni 2013 war der Anteil der Frauen im Aufsichtsrat der größten 30 DAX-Konzerne bei rund 20 Prozent.
Im Projekt „Aktionärinnen fordern Gleichberechtigung“ des Deutschen Juristinnenbundes wurden von 2009 bis 2013 jährlich auf den Hauptversammlungen von 75 HDAX-Unternehmen die Vorstände und Aufsichtsräte mit kritischen Fragen zu ihrer Besetzungspolitik konfrontiert. Die Ergebnisse dieser Befragungen wurden wissenschaftlich ausgewertet und in mehreren Studien veröffentlicht. Aus der Abschlusspublikation geht hervor, dass der Frauenanteil auf Anteilseignerseite bei den 30 DAX-Unternehmen von 6,5 Prozent (2009) auf 18,0 Prozent (2013) gestiegen ist. Dennoch, so das Fazit, sind die Zielsetzungen für mehr Frauen in den Aufsichtsräten, die sich die Unternehmen im Rahmen des Deutschen Corporate Governance Kodex selbst gesetzt haben, weitgehend anspruchslos.
Eine Frauenquote in Aufsichtsräten wurde durch das „Gesetz für die gleichberechtigte Teilhabe von Frauen und Männern an Führungspositionen in der Privatwirtschaft und im öffentlichen Dienst“ auf den Weg gebracht. Ab 2016 müssen 108 börsennotierte und der Mitbestimmung unterliegende Firmen bei Neubesetzungen von Aufsichtsratspositionen eine Frauenquote von 30 % erfüllen. Liegt bei einer Neubesetzung der Anteil der Frauen im Aufsichtsrat darunter muss entweder eine Frau den Posten übernehmen oder der Sitz bleibt leer.
Nach derzeitiger Rechtslage haben Vorstandsmitglieder von Aktiengesellschaften keine Möglichkeit, ihr Mandat bei temporärer Abwesenheit ruhen zu lassen, beispielsweise wenn sie wegen der Geburt eines Kindes, längerer Krankheit oder eines Pflegefalls in der Familie vorübergehend ihr Amt nicht wahrnehmen können. Um in dieser Zeit nicht zu haften, müssen sie ihr Mandat niederlegen. Die Initiative „#stayonboard“ setzt sich seit 2020 für die temporäre Mandatsniederlegung von Aufsichtsratsmitgliedern ein. Vorangetrieben wurde die Initiative maßgeblich von Verena Pausder, sowie zahlreichen Unterstützern wie Staatsministerin Dorothee Bär, Dieter Zetsche oder Tina Müller. Anfang 2021 zeichnete sich eine Gesetzesänderung ab.

### Österreich
In Österreich erhebt die Arbeiterkammer regelmäßig die Geschlechterverteilung in den Geschäftsführungen, Vorständen und Aufsichtsräten der österreichischen Wirtschaft. In den Aufsichtsräten der 200 umsatzstärksten Unternehmen Österreichs liegt der Frauenanteil im Jahr 2025 bei 27,7 %. Dieser ist in den letzten zehn Jahren um 11,5 Prozentpunkte gestiegen. Im Jahr 2015 lag er noch bei 16,2 %. In den Aufsichtsräten börsennotierter Unternehmen mit Sitz in Österreich liegt der Frauenanteil im Jahr 2025 bei 31,4 %. Dieser ist in den letzten Jahren ebenso gestiegen. 2017 lag er noch bei 16 %. Dieser Anstieg geht nicht zuletzt auf die 2018 eingeführte verpflichtende Frauenquote von 30 % zurück. So beträgt der Frauenanteil in den Aufsichtsräten quotenpflichtiger Börsenunternehmen im Jahr 2025 38 %, während der Frauenanteil in nicht-quotenpflichtigen Börsenunternehmen nur 21 % beträgt.
In Österreich hat die Stadt Graz im Rahmen einer schwarz-grünen Regierungskoalition am 23. September 2010 als erste österreichische Gebietskörperschaft eine verpflichtende Frauenquote von 40 % bei allen städtischen Tochter- und Enkelgesellschaften eingeführt.

### Schweiz
In der Schweiz, wo das Handelsregister kostenfrei öffentlich zugänglich ist und die Bevölkerung jeglicher Art von Quoten sehr reserviert gegenübersteht, kann man die Entwicklung auf der Eigentümer- und Geschäftsleitungsebene gut nachvollziehen. Gemäß dem schillingreport ist der Frauenanteil in den Verwaltungsräten der größten 100 Schweizer Unternehmen von 10 Prozent (2010) auf 17 Prozent (2017) angewachsen. Im Vergleich mit anderen europäischen Ländern befindet sich die Schweiz damit im hinteren Mittelfeld. Auf Stufe der Geschäftsleitung stieg der Frauenanteil von lediglich 4 Prozent (2006) auf zuletzt 8 Prozent (2017) an. Die Einführung einer sogenannt „weichen“ Frauenquote (comply-or-explain-Ansatz, siehe hierzu Corporate Governance) wird von der Schweizer Regierung im Zuge einer ohnehin anstehenden Reform des Aktienrechts vorgeschlagen, trifft bei den bürgerlichen Parteien, die im Schweizer Parlament die Mehrheit bilden, jedoch auf deutlichen Widerstand. Der Schweizer Wirtschaftsdachverband Economiesuisse empfiehlt seinen Mitgliedern in der aktuellen Fassung des Swiss Code of Best Practice eine „ausgewogene Zusammensetzung“ des Verwaltungsrats: „Dem Verwaltungsrat sollen weibliche und männliche Mitglieder angehören.“

### Weitere Länder und Europäische Union
Auf europäischer Ebene erwägt Viviane Reding, Kommissarin für Justiz, Grundrechte und Bürgerschaft in der Europäischen Union mittlerweile die Einführung einer verpflichtenden Geschlechterquote (also Quote für das unterrepräsentierte Geschlecht) auf den höheren Führungsebenen. Ihrem im Jahr 2011 gestarteten Aufruf Women on the Pledge for Europe waren zu wenig börsennotierte Unternehmen gefolgt, so dass eine wirkungsvolle Selbstregulierung nicht mehr zu erwarten sei. Im März 2012 wurde dann der sogenannte Frauenfortschrittsbericht vorgestellt sowie eine öffentliche Konsultation zum unausgewogenen Geschlechterverhältnis in den höchsten Entscheidungsgremien von Unternehmen in der EU eröffnet.
In Norwegen ist seit 2008 eine Quote von mindestens 40 % Frauen in Aufsichtsräten börsennotierter Unternehmen gesetzlich vorgeschrieben. In den Niederlanden ist eine Quote von mindestens 30 % Frauen in Aufsichtsräten und Vorständen geplant, sofern die Unternehmen nicht bis 2015 den Frauenanteil erhöhen. Dies sieht ein Gesetzesentwurf vor, der von Regierungs- und Oppositionsparteien unterstützt wird.

## Freiwillig eingerichtete Aufsichtsräte
Auch Vereine oder andere Organisationen können auf freiwilliger Basis Aufsichtsräte einrichten. Aufgaben, Befugnisse, Zusammensetzung und Wahl richten sich in diesen Fällen nach der Satzung der jeweiligen Organisation.